# Šumarski muzej Bošnjaci
Šumarski muzej Bošnjaci specijalizirani je prirodoslovni muzej posvećen očuvanju i prikazu šumarske baštine istočne Slavonije. Osnovan 2005. godine u sastavu Hrvatskih šuma, muzej se nalazi u Bošnjacima, naselju uz Spačvu, jedno od najvećih poplavnih područja hrasta lužnjaka u Europi. Jedan je od rijetkih šumarskih muzeja u svijetu, uz Šumarski muzej Krasno.

## Povijest
Ideja o osnivanju šumarskog muzeja na području spačvanskog bazena potekla je 1970-ih godina u Društvu šumarskih inženjera i tehničara Šumskog gospodarstva Hrast iz Vinkovaca. Konkretni koraci prema ostvarenju te ideje započeli su 1988. godine, kada je za potrebe muzeja osigurana zgrada bivše osnovne škole, izgrađene 1869. godine. Iako je obnova prostora bila prekinuta tijekom Domovinskog rata, radovi su ponovno pokrenuti 2005. godine, a muzej je svečano otvoren 2007. godine u središtu Bošnjaka, u obnovljenoj povijesnoj zgradi.

## Muzejski postav
Šumarski muzej prostire se na 500 m2 i sadrži više od 700 izložaka. Postav je podijeljen u cjeline koje prikazuju:
- Alate i oruđa za njegu šuma, sječu stabala i izradbu šumskih proizvoda.
- Mehanizaciju za izvlačenje trupaca i zaštitu šuma.
- Dendrološku zbirku s vrstama drveća koje rastu u spačvanskim šumama.
- Zbirku životinja i lovačke trofeje spačvanskog bazena.
- Zbirku uređaja za mjerenje, kartiranje i doznaku šuma.
- Etno kutak s prikazom narodnih običaja i tradicije.
- Zbirku umjetničkih djela, uključujući slike Josipa Babogredca, donirane selu.

U dvorištu muzeja nalazi se arboretum s autohtonim vrstama drveća i vanjski izlošci, a posjetitelji mogu pogledati dokumentarni film o biocenozi slavonskih šuma. Šumarski muzej u Bošnjacima često organizira izložbe, promocije i razne edukativne događaje, čime dodatno obogaćuje kulturnu i obrazovnu ponudu regije.
Voditelj muzeja je inženjer šumarstva Antun Leaković, jedan od njegovih osnivača.

## Značaj
Muzej čuva materijalne tragove šumarske povijesti, prikazuje tradiciju gospodarenja slavonskim hrastovim šumama i podiže svijest o važnosti očuvanja prirodnih resursa. Naglasak je na jedinstvenoj vrijednosti slavonskog hrasta lužnjaka, koji je u povijesti bio tražen diljem svijeta, a primjer njegove kvalitete je upotreba hrastovine iz Bošnjaka za izgradnju Parlamenta u Budimpešti. Muzej pruža sadržaje za razumijevanje šumarske djelatnosti, biljnog i životinjskog svijeta te povijesti gospodarenja šumama u istočnoj Slavoniji.